# واکنش جفت‌شدن A۳
جفت‌شدن A۳ (همچنین به عنوان واکنش جفت‌شدن A۳ یا واکنش آلدهید-آلکین-آمین نیز شناخته می‌شود) واکنشی شیمیایی است که توسط پروفسور چائو-جون لی از دانشگاه مک‌گیل نامگذاری شد. این واکنش نوعی واکنش چند جزء است که طی آن آلدهید، آلکین و آمین با هم واکنش داده و یک پروپارژیل آمین تولید می‌کنند.
واکنش از طریق تراکم مستقیم همراه با آبزدایی انجام می‌پذیرد و نیاز به یک کاتالیزور فلزی دارد که معمولاً بر پایه روتنیم/مس، طلا یا نقره است. از کاتالیزور کایرال می‌توان برای ایجاد واکنش انتخابی و تولید یک آمین کایرال استفاده کرد. حلال نیز می‌تواند آب باشد. در چرخه کاتالیزوری، آلکین توسط فلز به استیلید فلزی فعال تبدیل می‌شود، آمین و آلدهید با هم ترکیب شده و یک ایمین تشکیل می‌دهند که در ادامه با استیلید در یک واکنش افزایشی هسته‌دوستی شرکت می‌کند. نوع واکنش به‌طور مستقل توسط سه گروه تحقیقاتی در سال‌های ۲۰۰۱-۲۰۰۲ گزارش شد. گزارشی در مورد واکنشی مشابه نیز به ۱۹۵۳ بازمی‌گردد.
اگر استخلاف‌های آمین دارای یک هیدروژن در موقعیت آلفا باشند و واکنش در حضور کاتالیزور مناسب روی یا مس انجام بپذیرد، محصول جفت‌شدن A۳ ممکن است تحت یک انتقال داخلی هیدرید و قطعه شدن قرار گیرد و یک آلن تشکیل شود که به آن واکنش کراب گفته می‌شود.